# Attenuipyga delongi
Attenuipyga delongi är en insektsart som beskrevs av Knull 1941. Attenuipyga delongi ingår i släktet Attenuipyga och familjen dvärgstritar. Inga underarter finns listade i Catalogue of Life.